# Danemark du Sud
Le Danemark du Sud (Syddanmark) est une des cinq régions du Danemark.
Créée le 1er janvier 2007, elle regroupe les anciens amter de Fionie, Ribe et Jutland du Sud ainsi qu'une partie de l'amt de Vejle.
La région d'une superficie de 12 132,21 km2 est administrée depuis Vejle (110 000 habitants), mais la plus grande ville est Odense (196 000 habitants). La population du Danemark du Sud au 1er janvier 2020 était de 1 223 105 habitants répartis en 22 communes résultant de la fusion de 78 municipalités en 2007.

## Politique
L'organe politique de la région du Jutland central est le conseil régional, composé de 41 conseillers élus au suffrage universel pour un mandat de quatre ans. Il est actuellement présidé par Bo Libergren, membre de Venstre.
|       |                                  |        |
| Parti | Parti                            | Sièges |
|       | Parti libéral (V)                | 17     |
|       | Social-démocratie (A)            | 12     |
|       | Parti populaire conservateur (C) | 3      |
|       | Parti populaire socialiste (F)   | 2      |
|       | La Nouvelle Droite (D)           | 2      |
|       | Liste de l'unité (Ø)             | 2      |
|       | Parti populaire danois (O)       | 1      |
|       | Parti social-libéral danois (B)  | 2      |

## Liste des communes
Les 22 communes de la région sont (avec population en 2024) :
| - Assens 40 646 - Billund 27 119 - Esbjerg 115 423 - Fanø 3 357 - Fredericia 52 485 - Faaborg-Midtfyn 52 291 - Haderslev 55 438 - Kerteminde 23 894 | - Kolding 94 932 - Langeland 12 260 - Middelfart 40 158 - Nordfyn 29 610 - Nyborg 32 193 - Odense 209 078 - Svendborg 59 727 | - Sønderborg 74 233 - Tønder 36 651 - Varde 49 798 - Vejen 42 800 - Vejle 121 696 - Ærø 5 960 - Åbenrå (Aabenraa) 58 657 |

## Compétences régionales
La région du Danemark du Sud a la responsabilité de l'université du Danemark du Sud dont le siège est à Odense mais qui disposent de plusieurs campus à Esbjerg, Kolding et Sønderborg. Elle a également la compétence de la gestion du système de santé et des transports publics régionaux délégués à deux sociétés, Sydtrafik et Fynbus.